# Швеция на Европейских играх 2019
Швеция на II Европейских играх, которые проходили с 21 по 30 июня 2019 года в Минске была представлена командой из 54 спортсменов.

## Медали
| Золото  |                                              |                                                     |         |
| №       | Спортсмены                                   | Вид спорта (дисциплина)                             | Дата    |
| 1       | Томми Масьяс                                 | Дзюдо (до 73 кг, мужчины)                           | 23 июня |
| 2       | София Маттссон                               | Вольная борьба (до 53 кг, женщины)                  | 27 июня |
| 3       | Стефан Нильссон                              | Стрельба (скит, мужчины)                            | 27 июня |
| Серебро |                                              |                                                     |         |
| №       | Спортсмены                                   | Вид спорта (дисциплина)                             | Дата    |
| 1       | Джон Перссон Кристиан Карлссон Маттиас Фальк | Настольный теннис (командный разряд, мужчины)       | 29 июня |
| Бронза  |                                              |                                                     |         |
| №       | Спортсмены                                   | Вид спорта (дисциплина)                             | Дата    |
| 1       | Анна Бернхольм                               | Дзюдо (до 70 кг, женщины)                           | 23 июня |
| 2       | Агнес Алексиуссон                            | Бокс (до 60 кг, женщины)                            | 28 июня |
| 3       | Алекс Кессидис                               | Борьба (до 77 кг, мужчины)                          | 29 июня |
| 4       | Джессика Кастлес                             | Спортивная гимнастика (вольные упражнения, женщины) | 30 июня |

## Состав сборной
Состав сборной Швеции на Европейских играх в Минске состоит из 54 человек, которые принимают участие в 11 видах спорта.
 Бадминтон
1. Феликс Бурштедт
2. Эмма Карлссон
3. Йоссана Магнуссон

 Бокс
1. Адам Шартой
2. Лиридон Нуха
3. Агнес Алексиуссон
4. Лав Хольгерссон

 Борьба
Вольная борьба
1. Фредерика Петерссон
2. София Маттссон
3. Йоханна Линдборг
4. Джоанна Маттсон
5. Йенни Франссон

Греко-римская борьба
1. Ардит Фазлия
2. Алекс Бюрберг Кессидис

Велоспорт
 Шоссейный велоспорт
1. Эмилия Фалин
2. Сара Мустонен
3. Сара Пентон

 Гребля на байдарках и каноэ
1. Петтер Меннинг
2. Мартин Натхелл
3. Альберт Петтерссон
4. Йоаким Линдберг
5. Линна Стенсилс
6. Мелина Андерссон
7. Моа Викберг
8. Юлия Лагестам

 Дзюдо
1. Томми Масиас
2. Виктор Буш
3. Робин Пачек
4. Йоаким Дверби
5. Анна Бернхольм

 Карате
1. Хана Антунович

 Настольный теннис
1. Маттиас Фальк
2. Кристиан Карлссон
3. Джон Перссон
4. Линда Бергстрем
5. Матильда Экхольм
6. Филиппа Берганд

 Прыжки на батуте
1. Йонас Нордфорс
2. Монс Оберг
3. Лина Шеберг

 Спортивная гимнастика
1. Джессика Кастлс

 Стрельба
1. Маркус Мэдсен
2. Стефан Нильссон
3. Морган Йоханссон
4. Маркус Свенссон
5. Изабель Йоханссон
6. Лоттен Йоханссон
7. Виктория Ларссон

 Стрельба из лука
1. Людвиг Флинк
2. Хампус Боргстрем
3. Кристина Берендал